# Tuonela (album)
Tuonela je četvrti studijski album finskog heavy metal sastava Amorphis. Album su 29. ožujka 1999. godine objavile diskografske kuće Relapse Records i Nuclear Blast. Ovo je do 2017. godine bio posljednji Amorphisov album na kojem je sudjelovao izvorni basist grupe Olli-Pekka Laine, koji je napustio grupu 2000. godine zbog glazbenih razlika i obiteljskih obaveza.

## Snimanje i objava
Prije početka snimanja Tuonele Amorphis je na neko vrijeme bio pauzirao svoj glazbeni rad jer mu je produciranje prethodnog albuma Elegy bilo izmarajuće, između ostalog zato što je bio primoran snimati u nekoliko studija. Tuonela je prvi album na kojem grupa nije izvršila produkciju. Nakon objave Elegyja koji se odlikovao elementima progresivnog metala, skupina je za Tuonelu odlučila pojednostavniti svoj glazbeni izričaj te je tako uvela elemente stoner i doom metala. Većina je pjesama izvorno bila skladana i snimljena bez upotrebe klavijatura, no njih je kasnije snimio gostujući klavijaturist Santeri Kallio. Drugi je gostujući glazbenik na albumu bio Sakari Kukko, koji je svirao saksofon na naslovnoj pjesmi i pjesmi "Nightfall" te flautu na "Rusty Moon".
Album je 29. ožujka 1999. godine u Sjevernoj Americi objavio Relapse Records, u Europi Nuclear Blast, a u Finskoj Spinefarm Records. Budući da je bio objavljen 6. veljače 1999. godine, singl "Divinity / Northern Lights" svojom je objavom prethodio albumu.

## Glazbeni stil i tekstovi pjesama
Basist Olli-Pekka Laine i gitarist Esa Holopainen u jednom su intervjuu izjavili kako je Tuonela "vrlo skroman album bez mnogo suvišnih detalja". Neki su glazbeni recenzenti izjavili kako album spada u žanr progresivnog doom metala. Ovo je prvi i posljednji album sastava na kojem se pjevač Pasi Koskinen koristio grubim vokalima te se njima služio samo na pjesmi "Greed"; na prethodnim je albumima grupe grube vokale izvodio gitarist Tomi Koivusaari. Bit će to posljednji album skupine na kojemu je prisutan takav stil pjevanja sve do objave albuma Eclipse 2006. godine.
Kai Wendel, recenzent glazbenog časopisa Rock Hard, u 143. broju časopisa komentirao je glazbeni stil albuma: "Nakon odlaska klavijaturista Kima Rantale nestali su utjecaji ludih i psihodeličnih 1970-ih [...]. Novi [glazbeni] materijal, međutim, još uvijek ima poneke dodirne točke s 1970-ima - primjerice, u [pjesmi] "Rusty Moon" možete otkriti neke utjecaje Jethro Tulla - [album] zvuči kao da je više usmjeren na zvuk gitare te je relativno opušten u usporedbi sa svojim prethodnikom".
Tekstovi pjesama na Tuoneli, za razliku od tekstova na njezinom prethodniku, nisu više utemeljeni na finskoj nacionalnoj poeziji, već su nadahnuti isključivo drevnim legendama. Album je dobio ime prema carstvu mrtvih u finskoj mitologiji.

## Popis pjesama
Tekstovi: Pasi Koskinen, osim pjesme "Summer's End" koju je napisao Antti Litmanen, glazba: Amorphis.
| 1.    | »The Way«      | 4:35 |
| 2.    | »Morning Star« | 3:52 |
| 3.    | »Nightfall«    | 3:53 |
| 4.    | »Tuonela«      | 4:32 |
| 5.    | »Greed«        | 4:18 |
| 6.    | »Divinity«     | 4:56 |
| 7.    | »Shining«      | 4:25 |
| 8.    | »Withered«     | 5:44 |
| 9.    | »Rusty Moon«   | 4:55 |
| 10.   | »Summer's End« | 5:38 |
| 46:48 |                |      |

| Bonus pjesma s japanske inačice | Bonus pjesma s japanske inačice | Bonus pjesma s japanske inačice | Bonus pjesma s japanske inačice | Bonus pjesma s japanske inačice | Bonus pjesma s japanske inačice | Bonus pjesma s japanske inačice | Bonus pjesma s japanske inačice | Bonus pjesma s japanske inačice | Bonus pjesma s japanske inačice |
| Br.                             | Skladba                         | Trajanje                        |                                 |                                 |                                 |                                 |                                 |                                 |                                 |
| ------------------------------- | ------------------------------- | ------------------------------- | ------------------------------- | ------------------------------- | ------------------------------- | ------------------------------- | ------------------------------- | ------------------------------- | ------------------------------- |
| 11.                             | »Northern Lights«               | 3:18                            |                                 |                                 |                                 |                                 |                                 |                                 |                                 |
| 50:06                           |                                 |                                 |                                 |                                 |                                 |                                 |                                 |                                 |                                 |

## Objava i recenzije
I singl "Divinity / Northern Lights" i album našli su se na ljestvicama top 10 glazbenih izdanja u Finskoj. Album je dobio uglavnom pozitivne kritike od poznatijih heavy metal glazbenih časopisa. U njemačkoj je inačici časopisa Metal Hammer Tuonela bio odabran za album mjeseca. U časopisu Rock Hard album se također našao u top 10 najboljih albuma mjeseca, no recenzent Kai Wendel također je izveo i neke kritičke zaključke: "Najveća mana na ovom vrlo dobrom CD-u je ta da nedostaje uzvišenih pjesama, uholaža poput "Black Winter Day" te pjesama poput "My Kantele" koje tjeraju ljude da se naježe".
Tuonela je međutim razočarala mnoge obožavatelje zbog sveopćeg odbacivanja grubih vokala te je sastav bio optuživan za glazbenu rasprodaju. Necrotos sa stranice metal.de izjavio je kako je "Amorphis Tuonelom možda uspio raniti sve stare obožavatelje na sličan način kao i mnoge druge njegove kolege, koji su vjerovali da se koriste blažim pjesmama kako bi dobili više ugljena".

## Zasluge
| Amorphis - Pasi Koskinen – vokali - Esa Holopainen – gitara (akustična i solo) - Tomi Koivusaari – ritam gitara, sitar - Olli-Pekka Laine – bas-gitara - Pekka Kasari – bubnjevi Dodatni glazbenici - Santeri Kallio – klavijature - Sakari Kukko – saksofon (na pjesmama 3 i 4), flauta (na pjesmi 9) | Ostalo osoblje - Lahco – naslovnica - Toni Härkönen – fotografija (sastava) - Jenni Mikkonen – fotografija - Mikko Karmila – inženjer zvuka - Simon Efemey – produkcija, mastering - Ike Vil – prijevod tekstova - Matthew Jacobson – izvršna produkcija - Russ Russell – inženjer zvuka |